# Ère Shōtai
L'ère Shōtai (昌泰) est une des ères du Japon (年号, nengō, lit. « nom de l'année ») après l'ère Kanpyō et avant l'ère Engi. Cette ère couvre la période allant du mois d'avril 898 au mois de juillet 901. L'empereur régnant est Daigo-tennō (醍醐天皇).

## Changement d'ère
- 26 janvier 898 Shōtai gannen (昌泰元年?) : Le nom de la nouvelle ère est créé pour marquer un événement ou une série d'événements. L'ère précédente se termine là où commence la nouvelle, en Ninna 5, le 16e jour du 4e mois de 898[3].

## Événements de l'ère Shōtai
- 7 décembre 899 (Shōtai 2, 11e jour du 11e mois) : Le Soleil entre en solstice d'hiver et tous les hauts dignitaires de l'empire se présentent à la cour de Daigo[4].
- 6 février 900 (Shōtai 3, 3e jour du1re mois) : Daigo rend visite à son père dans le lieu où celui-ci a choisi de vivre après son abdication[5].
- 900 (Shōtai 3, 10e mois) : L'ancien empereur Uda se rend au  mont Kōya (高野山, , Kōya-san?) dans l'actuelle préfecture de Wakayama au sud d'Osaka. Il visite les temples sur les pentes de la montagne[6].

| Shōtai    | 1re | 2e  | 3e  | 4e  |
| Grégorien | 898 | 899 | 900 | 901 |